# Anisodes melitia
Anisodes melitia är en fjärilsart som beskrevs av Druce 1892. Anisodes melitia ingår i släktet Anisodes och familjen mätare. Inga underarter finns listade i Catalogue of Life.